# Liu Shuang
Dans ce nom chinois, le nom de famille, Liu, précède le nom personnel.
Liu Shuang, est une rameuse d'aviron handisport chinoise.

## Carrière sportive
Elle a participé aux Jeux paralympiques d'été de 2016 dans la compétition d'aviron et a remporté une médaille d'argent dans l'épreuve de double mixte en couple avec son coéquipier, Fein Tianming.
Shuang a également participé aux Jeux paralympiques d’été 2020 dans le concours d’aviron, en remportant la médaille de bronze avec son coéquipier Jiang Jijian.